# Les aventures de Guédé
Les aventures de Guédé es una película.

## Sinopsis
Un niño del campo marfileño se marcha a Abiyán, la capital. Vive allí en la calle, hasta que un buen hombre lo recoge.